# Stefano Bettarello
Stefano Bettarello (Rovigo, 20 aprile 1958) è un ex rugbista a 15 e allenatore di rugby a 15 italiano, che in carriera ricopriva il ruolo di mediano d'apertura.
Al 2024 è il secondo miglior marcatore del campionato con 3206 punti e il terzo della nazionale italiana con 483.

## Biografia
Rodigino, è nato in una famiglia di rugbisti: suo padre, Romano Bettarello, vinse 7 scudetti con il Rovigo e suo zio Ottorino ne vinse 6 tra Fiamme Oro e, di nuovo, Rovigo; entrambi inoltre furono internazionali per l'Italia.
Esordì in campionato con la maglia rossoblu del Rovigo nel 1976-77 e, nella stagione successiva, fu il marcatore principe del torneo con 242 punti; vinse la classifica dei marcatori in altre cinque occasioni, tre consecutive (nel Rovigo dal 1980 al 1982 rispettivamente con 207, 281 e 228 punti, e nel Benetton Treviso nel 1986 e 1987 rispettivamente con 310 e 262 punti).
Fu campione d'Italia con il Rovigo nel 1979 e un anno più tardi si trasferì al Mogliano per poi essere ingaggiato dal Benetton con cui si laureò campione d'Italia nel 1989.
Stefano Bettarello esordì in Nazionale italiana all'Aquila il 14 aprile 1979, contro la Polonia nella Coppa FIRA 1978-79 (vittoria 18-3 e tre punti all'esordio); tra le prestazioni internazionali di rilievo si segnalano, al suo secondo impegno in azzurro, un pareggio 6-6 contro l'Inghilterra U-23 (primo punto di sempre contro una selezione nazionale britannica) con 6 punti totali da lui marcati; prima vittoria nel 1982 a Padova contro la stessa selezione, per 12 a 7 (12 punti marcati); ancora, pareggio allo stadio Flaminio di Roma 15-15 contro l'Inghilterra in un incontro cui la RFU non diede lo status di test match: in tale occasione furono 11 i punti marcati da Bettarello (una trasformazione e tre calci piazzati).
L'ultimo incontro di Bettarello in Nazionale fu sempre al Flaminio, il 3 dicembre 1988, sconfitta 6-55 contro l'Australia, in cui il giocatore marcò l'intero score per l'Italia.
Al momento del ritiro internazionale Bettarello aveva marcato 483 punti in 55 incontri, che all'epoca ne facevano il miglior realizzatore della Nazionale italiana, prima di venir superato da Diego Domínguez.
Nel 1987 fu, inoltre, il primo italiano a essere convocato dai Barbarians.
Terminata l'esperienza con il Treviso, Bettarello militò in serie A1 ancora con Livorno e Casale, e chiuse l'attività nel 1994 con 3 206 punti segnati, che rimasero il record di marcature per il campionato italiano fino al 9 aprile 2007, allorquando tale primato fu battuto dal suo concittadino Andrea Scanavacca che in tale data giunse a quota 3 212 (per poi chiudere la carriera a 3 368).
Dopo il ritiro Bettarello ebbe anche una parentesi da allenatore, a Villadose.
Dal dicembre 2012 fa parte, insieme all'altro ex-azzurro Francesco Pietrosanti, aquilano, dello staff tecnico del Mirano, come consulente e istruttore delle formazioni giovanili del club.
Nel 1999 la città di Rugby, che aveva istituito una sorta di museo della disciplina a cielo aperto (il Sentiero della Gloria, composto di varie strade cittadine, allegoria del percorso del rugby dalle origini all'epoca moderna), abbinò il nome di Stefano Bettarello a una delle proprie strade.

## Curiosità
Interpreta se stesso nella fiction Sport Crime, con l'ex compagno di squadra Luca Tramontin, autore e protagonista della serie.  

Stefano Bettarello durante Italia-Urss 12-10 del 1983

## Palmarès
- Campionati italiani: 2
Rovigo: 1978-79
Benetton Treviso: 1988-89